# Xã Benton, Quận Ottawa, Ohio
Xã Benton (tiếng Anh: Benton Township) là một xã thuộc quận Ottawa, tiểu bang Ohio, Hoa Kỳ. Năm 2010, dân số của xã này là 2.641 người.